# 広島県立広島観音高等学校
広島県立広島観音高等学校（ひろしまけんりつ ひろしまかんおんこうとうがっこう）は、広島県広島市西区南観音町にある県立高等学校。

## 概要
1922年（大正11年）に開校した「広島県立広島第二中学校」（旧制中学校）を前身とする。1948年（昭和23年）の学制改革により、新制高等学校「広島県芸陽高等学校」となり、翌1949年（昭和24年）「広島県広島観音高等学校」に改称、1968年（昭和43年）に現校名「広島県立広島観音高等学校」となった。高等学校発足時に全日制課程と定時制課程が設置された。全日制課程は当初普通科・家庭科・商業科の3科体制で始まり、1965年（昭和40年）に普通科1科のみとなる。1998年（平成10年）には学科改編により総合学科を設置。2021年（令和3年）定時制課程が閉課し現在に至る。

## 沿革
旧制中学校（男子校）時代

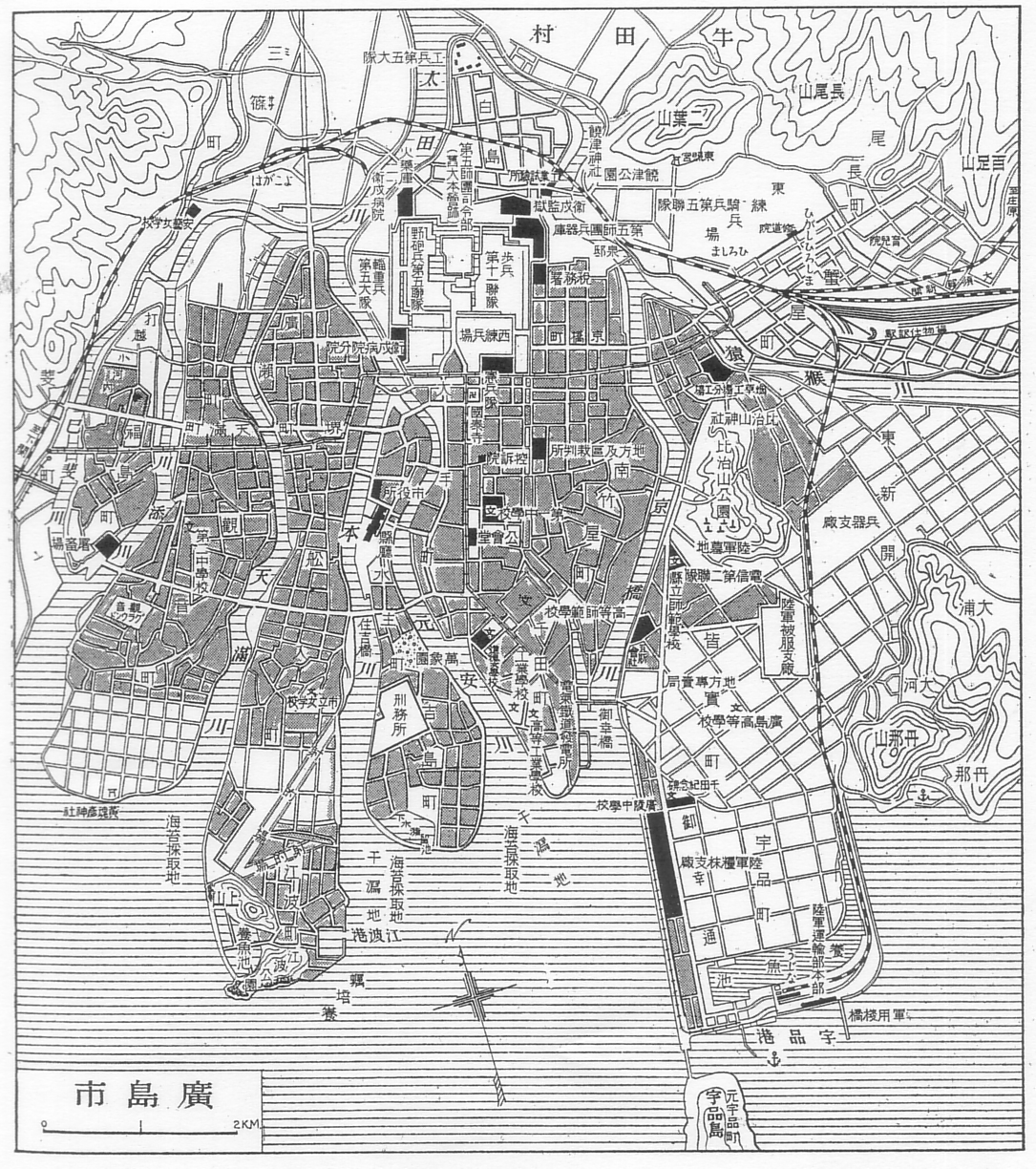
1930年ごろの広島市の地図。左側に第二中学が確認できる。

- 1921年（大正10年）9月22日 - 広島県立広島第二中学校の設置が認可される。
- 1922年（大正11年）
  - 1月18日 - 初代校長に泉英七が就任。
  - 4月1日 - 「広島県立広島第二中学校」が開校。修業年限を5ヶ年とする。
  - 4月11日 - 広島県師範学校の講堂において入学式を挙行。240名が入学。
- 1923年（大正12年）4月 - 観音町（現・広島市立観音小学校所在地）の新校舎に移転。
- 1924年（大正13年）4月 - 寄宿舎が完成。
- 1926年（昭和2年）3月2日 - 第1回卒業式を挙行。
- 1933年（昭和8年）9月23日 - プール（50m）が完成。
- 1945年（昭和20年）
  - 8月6日 - 原子爆弾により、校舎が倒壊し全焼。職員8名と生徒344名が犠牲になる[1]。
  - 9月 - 校舎の倒壊・全焼を受け、可部・廿日市・海田の3ヶ所に分教場を開設し、授業を再開。
- 1946年（昭和21年）11月3日 - 復興校舎が完成し、3分教場から本校に復帰する。
- 1947年（昭和22年）3月 - 旧制中学校の募集を停止。
- 1948年（昭和23年）3月31日 - 旧制・広島県立広島第二中学校が廃止される。

新制高等学校（現在）
- 1948年（昭和23年）
  - 4月1日 - 学制改革（六・三・三制の実施）により、新制高等学校が発足。
  - 5月3日 -「広島県芸陽高等学校」（げいよう）が開校。全日制普通課程18学級・定時制（昼間部）普通課程4学級。
- 1949年（昭和24年）
  - 4月30日 - 広島県広島商業高等学校を商業科として統合[2]し「広島県広島観音高等学校」に改称。通常課程（普通科・家庭科・商業科）と定時制課程（普通科）を設置。
  - 5月9日 - 開校式を挙行。この日をもって開校記念日とする。
  - 5月29日 - 新校章（現校章）を制定。
- 1950年（昭和25年）
  - 3月1日 - 新制高等学校第1回卒業式を挙行。
  - 3月19日 - 現在地に移転。
  - 7月24日 - 西校舎（普通教室・和裁・洋裁・洗濯・調理・作法室）が完成。
  - 12月21日 - 校歌を制定。
- 1953年（昭和28年）4月13日 - 中校舎が完成。
- 1954年（昭和29年）9月1日 - この時の商業科（1年生のみ）を新設の広島県広島商業高等学校に移管[3]。商業科2・3年は存続。
- 1955年（昭和30年）3月 - 商業科の募集を停止。
- 1956年（昭和31年）
  - 3月31日 - 最後の卒業生を送り出し、商業科の課程を廃止。
  - 3月 - 広島市内5校（県立3校（観音・国泰寺・皆実）+市立2校（基町・舟入））での総合選抜制度を開始。
- 1958年（昭和33年）
  - 3月25日 - 体育館兼講堂が完成。
  - 8月17日 - 芸陽観音同窓会を結成。
- 1962年（昭和37年）10月5日 - 創立40周年を記念して芸陽観音同窓会館が完成。（1967年（昭和37年）10月に増築。）
- 1963年（昭和38年）3月 - 家政科の募集を停止し、その代わりに普通科の中に甲型（家庭科コース）を設置し、募集を開始。
- 1964年（昭和39年）5月28日 -　旧校地の広島市立観音小学校からクスノキ・ポプラ数本が移植される。
- 1965年（昭和40年）3月31日 - 家政科を廃止。
- 1967年（昭和42年）2月13日 - 本館が完成。
- 1968年（昭和43年）10月1日 - 「広島県立広島観音高等学校」（現校名）に改称（県の後に「立」を加える）。
- 1971年（昭和46年）3月 - 普通科甲型（家庭科コース）の募集を停止。
- 1973年（昭和48年）5月8日 - 北校舎が完成。
- 1975年（昭和50年）3月31日 - 寄宿舎（清風寮）を廃止。
- 1978年（昭和53年）4月 - 新設の井口高校を加え、広島市内6校での総合選抜制度を実施。
- 1979年（昭和54年）8月31日 - 中校舎を新築。
- 1981年（昭和56年）7月31日 - 体育館兼講堂を新築。旧体育館兼講堂を格技場に改修。
- 1983年（昭和58年）3月25日 - 新プールが完成。
- 1991年（平成3年）3月 - 広島県学区改編により、第四学区西部3校（観音・井口・舟入）での総合選抜を開始。
- 1992年（平成4年）9月 - 格技場が完成。
- 1993年（平成5年）3月31日 - 本館リフレッシュ工事が完了。
- 1995年（平成7年）
  - 3月31日 - エレベーターを中館に新設。出逢いの広場を新設。
  - 12月1日 - 教室にストーブを設置。
- 1997年（平成9年）3月 - この時の入試を最後に、総合選抜を廃止。
- 1998年（平成10年）
  - 3月 - 全日制課程普通科の募集を停止。単独選抜を開始。
  - 4月1日 - 全日制課程普通科を総合学科に改編。
  - 11月13日 - イギリスワーウィックシャーカレッジとの姉妹校を締結。
- 1999年（平成11年）7月23日 - 英国語学研修を開始。
- 2000年（平成12年）
  - 3月20日 - 総合学科棟（西館）が完成。
  - 3月31日 - 最後の卒業生を送り出し、全日制課程普通科を廃止。
- 2001年（平成13年）3月25日 - 北館リフレッシュ工事が完了。
- 2006年（平成18年）3月31日 - 北館リフレッシュ工事が完了。
- 2010年（平成22年）5月 - 新築本館が完成。
- 2011年（平成23年）7月29日 - 中館耐震改修及び内外リフレッシュ工事完成。
- 2013年（平成25年）3月31日 - 部室改築工事完成。
- 2017年（平成29年） - 当年度より定時制課程の募集を停止。
- 2021年（令和3年）3月31日 - 定時制課程が閉課。

## 基礎データ

### アクセス
- 広島電鉄舟入本町停留場 徒歩約10分
- 広電バス「観音本町」停留所 徒歩約3分、「観音小学校前」停留所 徒歩約15分

### 象徴
校訓
- 平安の裡に奮闘あり
- 自由の境に秩序あり
- 和気靄然たる間に節制規律あり

校章
1949年（昭和24年）に制定。旧制中学校以来のシンボルツリーであるポプラの葉4枚を背景にして、中央に校名の広島（Hiroshima）の頭文字「H」と観音（Kanon）の頭文字「K」を置いている。
校歌
1950年（昭和25年）に制定。作詞は小川二郎、作曲は升田徳一（卒業生）による。歌詞は4番まであり、校名は登場しない。
制服
男女ともに冬服はブレザー。ネクタイ着用。

## 学校行事
- 4月 - 始業式・新任式、入学式、離退任式、課題考査、対面式、生徒総会
- 5月 - 中間考査、遠足、PTA総会、広島県高等学校総合体育大会（以下、県総体）壮行会
- 6月 - 観音祭（文化祭）、県総体
- 7月 - 期末考査、避難訓練、クラスマッチ（球技大会）、終業式、オープンスクール
- 8月 - 広島原爆の日（6日）二中慰霊祭、始業式、課題考査
- 9月 - 体育祭
- 10月 - 中間考査、修学旅行
- 11月 - 学校へ行こう週間、避難訓練
- 12月 - 期末考査、生徒会長選挙、終業式
- 1月 - 始業式、3年学年末考査
- 2月 - 高校入試、同窓会入会式、3年同窓会入会式
- 3月 - 卒業式、1・2年学年末考査、クラスマッチ（球技大会）、終業式

## 部活動
運動部
- サッカー部
  - 2005年（平成17年）度 - 全国高等学校サッカー選手権大会に出場。準々決勝進出。
  - 2006年（平成18年）度 - 全国高等学校総合体育大会サッカー競技大会で広島県初の全国制覇を果たす。

- バレーボール部
- バスケットボール部
- 卓球部
- 陸上競技部
- 水泳部
- 剣道部
- 柔道部
- 山岳部
- ソフトテニス部
- 硬式テニス部
- 野球部
- バドミントン部

文化部
- 放送部
- 文芸部
- 書道部
- 美術部
- 物理化学部
- 生物地学部
- 演劇部
- 茶華道部
- 吹奏楽部
- ESS（English-Speaking Society）
- 家庭科部
- 囲碁将棋部
- パソコン部
- バトントワーリング部
- 軽音楽同好会
- アニメ・イラスト同好会
- ダンス同好会

### 広島二中排球部
観音高校は戦前、広島二中時代にバレーボールの先達として極めて大きな足跡を残している。同校がバレーボールの強豪になったのは、大正末期に広島一中（現国泰寺高校）がサッカー、修道（現修道中高）が水泳、広商と広陵が野球とそれぞれ特技を誇っていたため、他に何か強い種目を振興しようと当時の同校体育教師・増谷隆市が広島バレーボール界のリーダーだった高橋哲雄にアドバイスを求め、高橋からバレーボールを薦められ、バレーボールが創部されたのが始まり。高橋は日本のバレーボールの草分け・神戸高等商業学校（現神戸大学）の黄金期を築いた人物で、昭和3年（1928年）、コーチとしても迎えられ、後輩の鎔と共に昭和23年（1948年）の学制改革までの約20年間に明治神宮体育大会（国体の前身）、全日本中等学校選手権などの全国大会優勝だけで10回、準優勝3回と旧制中学最強チームを築いた。またこの時の教え子である赤城功（早稲田大学バレーボール部創設者）、長崎重芳、前田豊らがのちに日本バレーボール界発展の中心的役割を果たした。高橋と鎔はその他、広島の学校や実業団チーム、兵庫県の龍野中学（現兵庫県立龍野高校）なども指導、草創期の日本バレー発展の礎を築いた。さらに同校のOB達が進学・赴任した早稲田大学、慶應義塾大学、京都帝国大学、山口高商（現山口大学経済学部）などのバレーボール部を創部。また多くの名選手を生んだが、特に長崎重芳、前田豊は戦後も長く日本バレーボール協会の中枢にいて全日本監督、強化委員長、協会要職などで男子バレー、女子バレーとも強化指導を行った。
1989年（平成元年）発刊された『廣島二中排球部史』において松平康隆は「広島二中ほど近代日本バレーに大きく影響を与えた旧制中学のバレーボール部は他にはなかったと思います。日本バレー史の大きな部分を広島二中OBの方々がになわれたことはまぎれもない事実であります。オリンピックで金メダル3回、銀メダル3回、銅メダル2回という赫々たる戦果を収めた日本バレー界でありますが、それらを指揮した歴代の全日本監督諸兄も私を含めて広島二中のOBの方々のご指導や影響を少なからず受けた人達であります。（抜粋）」との言葉を寄せている。

## 高校関係者と組織

### 高校関係者組織
- 同窓会 - 「芸陽観音同窓会」と称している。旧制広島第二中学校・旧・芸陽高等学校・観音高等学校卒業生を会員とする。

### 出身者
- 香藤繁常（元昭和シェル石油代表取締役会長兼グループCEO）
- 福田幸雄（アスカネット創業者・元代表取締役会長兼CEO）
- 宮本正太郎（天文学者、元京都大学付属花山天文台長）
- 田中隆荘（元広島大学学長、元広島市立大学学長）
- 河野美代子（医師、政治活動家）
- 佐藤卓己（社会学者、京都大学教授）
- 箕野博司（北広島町長）
- 前田豊（元日本バレーボール協会理事長）
- 近藤芳美（歌人）
- 蒔田尚昊（作曲家、別名 冬木透）
- 佐和隆研（美術史家、元京都市立芸術大学学長）
- 脇田義信（元広島テレビアナウンサー）
- 棚田徹（テレビ新広島アナウンサー）
- 梶山季之（作家）
- 津原泰水（作家）
- 木村功（俳優）
- 代健司（サッカー選手）
- 原田直樹（サッカー選手）
- 塚川孝輝（サッカー選手）
- 日高大（サッカー選手）
- 河村優（サッカー指導者）
- 山本文男（元プロ野球選手）
- 松ヶ下宏之（ミュージシャン、歌手）
- 和田慎二（漫画家）
- 西島大介（漫画家）
- 竹内雄悟（将棋棋士）
- 江本一真（元あいテレビアナウンサー、フリーアナウンサー、ラジオDJ、ローカルタレント）
- 国光文乃（衆議院議員、医師）
- 山下威士（法学者）